# 與謝野站
與謝野站（日语：／ Yosano eki */?）是位於京都府與謝郡與謝野町字下山田，屬於WILLER TRAINS（京都丹後鐵道）的宮豐線車站。車站編號為T17。此站的愛稱是「美心 與謝野（日语：／）」。
本站在國鐵及西日本旅客鐵道（JR西日本）的營運時代曾名為丹後山田站（日语：／）。北近畿丹後鐵道接管後，本站改名為野田川站（野田川（與謝野町成立前的舊町名），並在WILLER TRAINS接管後改為現今的站名「與謝野站」。而本站在1985年前可轉乘加悦鐵道。

## 歷史
- 1925年（大正14年）
  - 7月31日 - 國有鐵道宮津站至此站之間開通，此站啟用。當時車站名為丹後山田站[1]。
  - 11月3日 - 此站至峰山站之間開通。
- 1926年（大正15年）12月5日 - 加悦鐵道開通並開始駛入此站[2]。
- 1985年（昭和60年）5月1日 - 加悦鐵道廢止[2]。
- 1987年（昭和62年）4月1日 - 伴隨國鐵分割民營化，車站由西日本旅客鐵道（JR西日本）營運[3]。
- 1990年（平成2年）4月1日 - 宮津線由北近畿丹後鐵道接管，成為北近畿丹後鐵道車站。車站名稱改為野田川站[3]。
- 2013年（平成25年）7月10日 - 加設車站愛稱「美心 與謝野」[4]。
- 2015年（平成27年）4月1日 - 由WILLER TRAINS接管車站，成為京都丹後鐵道宮豐線車站。車站名稱改為與謝野站。
- 2025年9月27日，與謝野站將迎來開業的100周年[5][6][7]。

## 車站構造
本站是設有2面2線相對式月台的地面車站，可進行列車交會和折返，站房則位於單式月台側。本站的所在地是丹後縐綢的產地，而車站外觀的特徵是用該布料製作的和服衣領。各月台靠近豐岡一方透過站內平交道連接。而站內平交道也連接車站出入口。
此站是丹鐵線內15個有人車站之一，為簡易委託車站。早上和晚上沒有車站職員當值。站內設有自動售票機。在售票櫃臺中，可購買硬票的入場票、乘車票（丹鐵線內、直通至JR線）與自由席特急票（包括前往京都的繼乘優惠）。
截至2013年3月16日修正時，除了16時59分從此站前往西舞鶴的班次外，沒有列車以此站為終點站或起點站。在2016年3月26日修正中，加設了於9時29分以此站為終點的列車，並於9時42分折返往西舞鶴。
車站左邊設有「丹後山田站資料室」，其內為展示北近畿丹後鐵道、國鐵、JR西日本時代於此站的鐵路用品的小規模展示室。其中也設置著以N軌拼砌的昭和50年代後期丹後山田站的模型。

### 月台
| 月台 | 路線    | 上下行 | 方向             | 備註       |
| ---- | ------- | ------ | ---------------- | ---------- |
| 1    | ■宮豐線 | 上行   | 天橋立、宮津方向 | 於此站折返 |
| 1    | ■宮豐線 | 下行   | 網野、久美濱方向 | 特急待避時 |
| 2    | ■宮豐線 | 下行   | 網野、久美濱方向 |            |
| 3    | ■宮豐線 | 上行   | 天橋立、宮津方向 |            |

- 在上述的路線名稱中，採用了乘客資訊上稱呼的（愛稱）名字。
- 曾經車站大樓側的單式月台（現時為3號月台）是1號月台，島式月台（現時為1、2號月台）是3、2號月台。在WILLER TRAINS接管後，月台編號從下行線（車站大樓對面月台）起順序排列。
- 單式月台（3號月台）可折返至宮津方向。

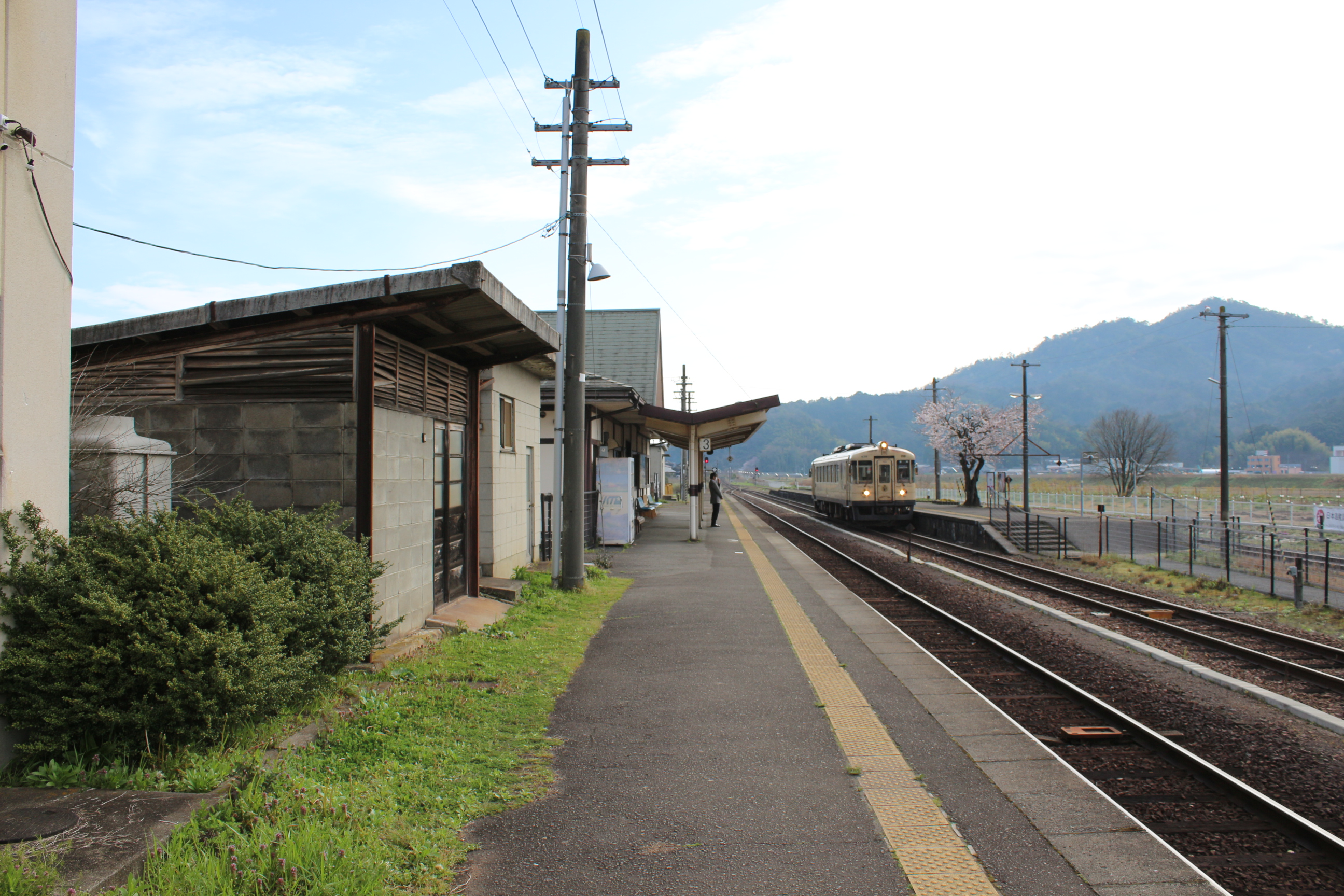
3號月台
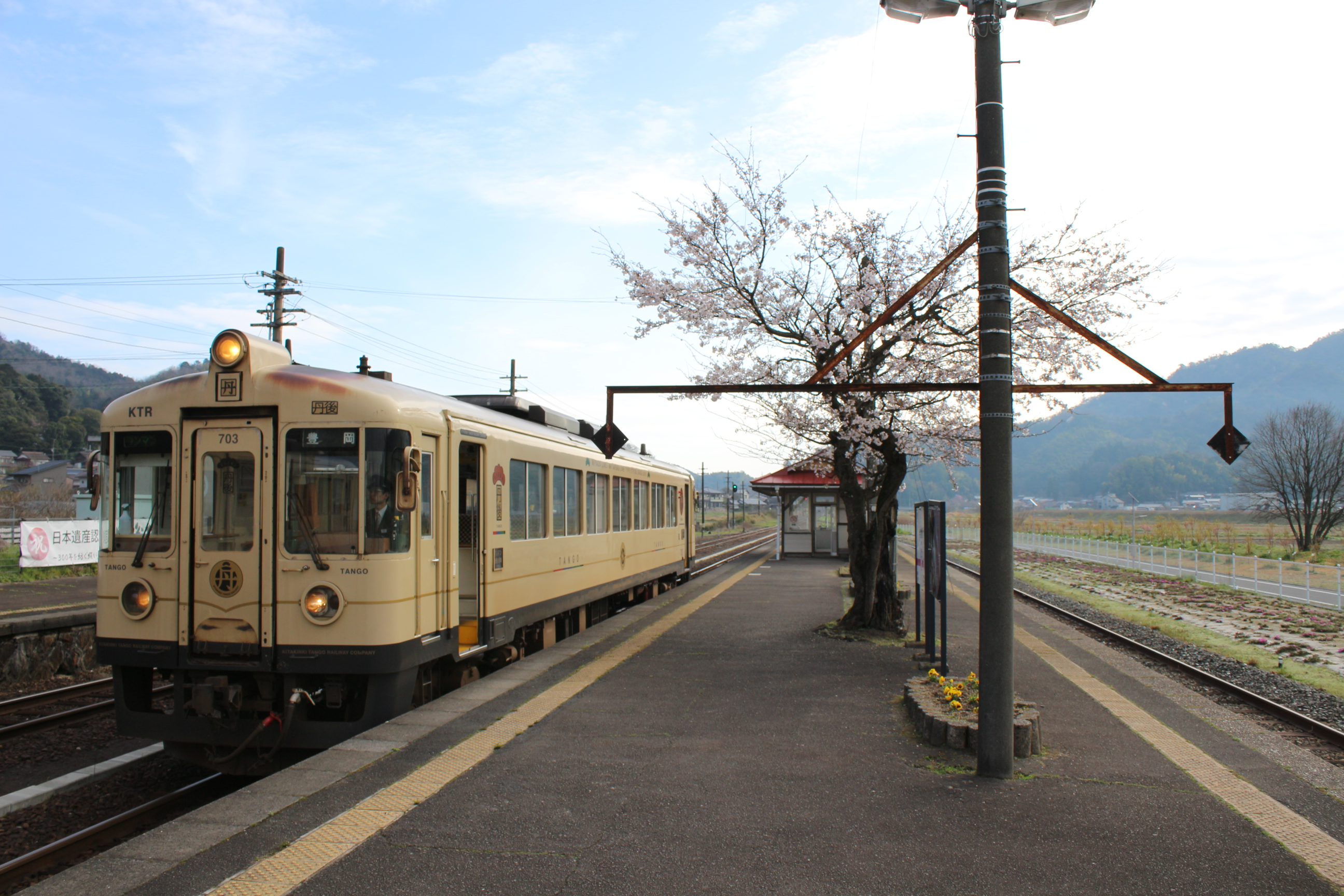
1、2號月台
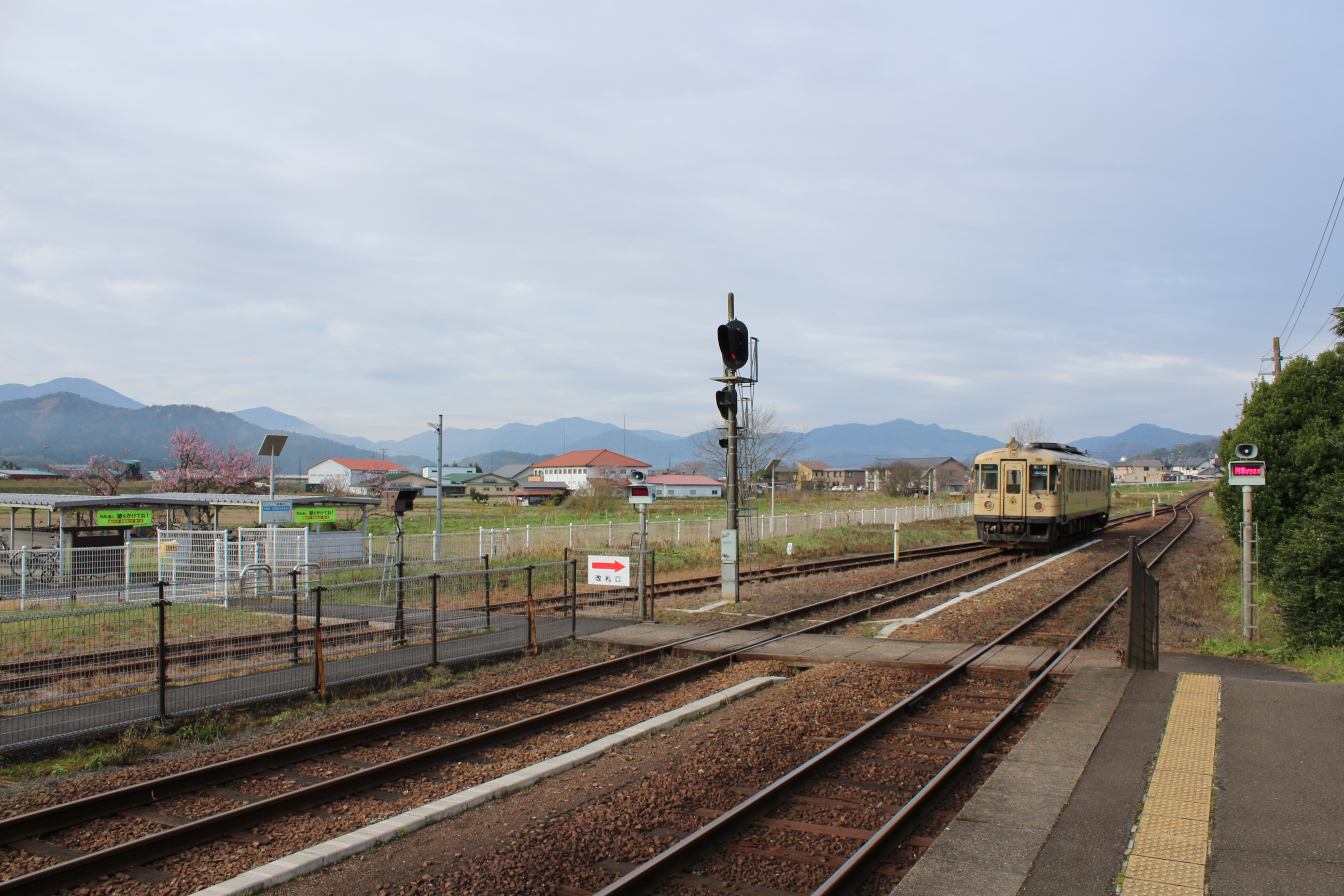
站內平交道
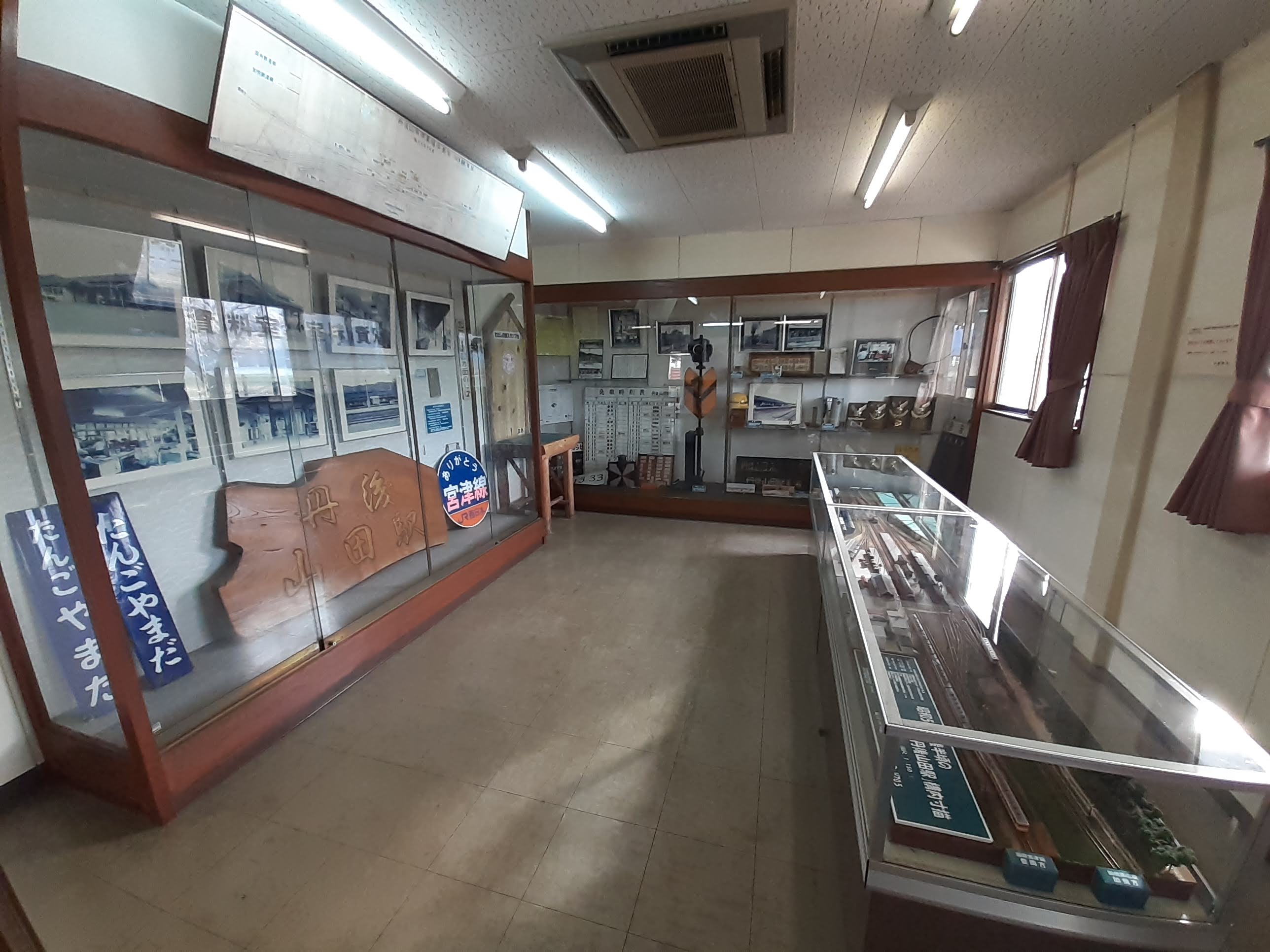
「丹後山田站資料室」

## 巴士路線
| 系統  | 主要途經                               | 目的地       | 巴士公司     | 備註         |
| ----- | -------------------------------------- | ------------ | ------------ | ------------ |
| 30    | 加悦谷高校前、加悦廳舍                 | 與謝         | 丹後海陸交通 |              |
| 32    | 加悦谷高校前、加悦廳舍、與謝、福知山站 | 共榮高校前   | 丹後海陸交通 | 只於平日服務 |
| 27    | 岩屋、京丹後大宮站、峰山站             | 峰山         | 丹後海陸交通 |              |
| 30,32 | 岩瀧、與謝之海醫院                     | 天橋立索道下 | 丹後海陸交通 |              |
| 27    | 岩瀧                                   | 與謝之海醫院 | 丹後海陸交通 |              |

## 使用狀況
以下為近年1日平均乘車人次列表
| 乘車人次變化 | 乘車人次變化    |
| 年度         | 1日平均乘車人次 |
| ------------ | --------------- |
| 1999         | 326             |
| 2000         | 288             |
| 2001         | 307             |
| 2002         | 323             |
| 2003         | 318             |
| 2004         | 293             |
| 2005         | 290             |
| 2006         | 271             |
| 2007         | 304             |
| 2008         | 293             |
| 2009         | 285             |
| 2010         | 268             |
| 2011         | 413             |
| 2012         | 315             |
| 2013         | 337             |
| 2014         | 290             |
| 2015         | 309             |
| 2016         | 277             |
| 2017         | 263             |
| 2018         | 252             |

## 車站周辺
- 丹後海陸交通 總部
- 野田川森林公園、京都府野田川青年中心（日语：野田川フォレストパーク）
- 京都銀行加悦谷分店
- 京都府立宮津天橋高等學校（日语：京都府立宮津天橋高等学校）加悦谷校舍（京都府立加悦谷高等學校（日语：京都府立加悦谷高等学校））
- 西垣（日语：にしがき）石川店
- 時尚中心島村（日语：しまむら）野田川店
- 米利 Heart & Green（日语：コメリ）野田川店
- Godai藥品（日语：ゴダイ）野田川店
- cocokara fine（日语：ココカラファイン）與謝野町店
- COSMOS（日语：コスモス薬品）與謝野店
- K's電機（日语：ケーズホールディングス）與謝野店
- Fresh Bazaar（日语：さとう (京都府)）野田川店
- 加悦谷Will購物中心（轉乘丹海巴士乘坐14分鐘）

## 相鄰車站
WILLER TRAINS（京都丹後鐵道）
宮豐線（宮津線）
- 特急「橋立」、「丹後接力號」停車站

快速「丹後路」（只有下行方向）
天橋立（T15）→與謝野（T17）→京丹後大宮（T18）
普通
岩瀧口（T16）－與謝野（T17）－京丹後大宮（T18）

### 曾經存在的路線
加悦鐵道
加悦鐵道線
丹後山田－水戶谷

## 注腳
1. 1 2  《歴史でめぐる鉄道全路線 公営鉄道・私鉄》14号 27頁
2. 1 2 3 4  『歴史でめぐる鉄道全路線 公営鉄道・私鉄』14号 34頁
3. 1 2  《歴史でめぐる鉄道全路線 公営鉄道・私鉄》14号 28頁
4. ↑  広報よさの 平成25年7月号 （页面存档备份，存于）（日語） - 京都府與謝野町（平成25年7月10日発行）
5. ↑  . 朝日新聞社. 2025-03-25  [2025-05-12]. （原始内容存档于2025-05-14） （日语）.
6. ↑  . 京丹後経済新聞. 2025-03-29  [2025-05-12]. （原始内容存档于2025-03-29） （日语）.
7. ↑  . 京都新聞社. 2025-04-28  [2025-05-12]. （原始内容存档于2025-04-29） （日语）.
8. ↑  京都府統計書

## 外部連結
- 與謝野站 （页面存档备份，存于）（日語） - 京都丹後鐵道